# Vouzan
Vouzan ist eine Gemeinde mit 822 Einwohnern (Stand 1. Januar 2022) im westfranzösischen Département Charente in der Region Nouvelle-Aquitaine.

## Lage
Die Gemeinde Vouzan in einer Höhe von etwa 130 Metern ü. d. M. und etwa 21 Kilometer (Fahrtstrecke) östlich von Angoulême in der alten Kulturlandschaft des Angoumois im Süden der Charente.

## Bevölkerungsentwicklung
| Jahr      | 1962 | 1968 | 1975 | 1982 | 1990 | 1999 | 2006 | 2016 |
| Einwohner | 383  | 338  | 347  | 497  | 674  | 678  | 650  | 772  |

In der ersten Hälfte des 19. Jahrhunderts hatte die Gemeinde meist zwischen 750 und 900 Einwohner; infolge der Reblauskrise im Weinbau und der Mechanisierung der Landwirtschaft sank die Einwohnerzahl danach kontinuierlich auf die Tiefststände der 1920er bis 1970er Jahre ab. Wegen der Nähe zu Angoulême und den auf dem Lande deutlich niedrigeren Immobilienpreisen ist in den letzten Jahrzehnten wieder ein deutlicher Anstieg der Bevölkerungszahlen zu verzeichnen.

## Wirtschaft
Die Einwohner der Gemeinde lebten jahrhundertelang nach den Prinzipien der Selbstversorgung von der Landwirtschaft; lediglich die Stadt Angoulême kam als Marktplatz infrage. Die Böden der Gemeinde gehören zwar noch zu den Bons Bois des Weinbaugebietes Cognac, doch sind die Absätze bei teuren Weinbränden und selbst bei Wein in den letzten Jahrzehnten eher rückläufig, so dass der Weinbau heutzutage keine Rolle mehr spielt.

## Geschichte
Funde beweisen die Anwesenheit von Menschen in prähistorischer Zeit. Vom 14. bis zum 16. Jahrhundert gehörten Vouzan und umliegende Ländereien zum Besitz der Familie Livenne, die in der Region eine nicht unbedeutende Rolle spielte.

## Sehenswürdigkeiten

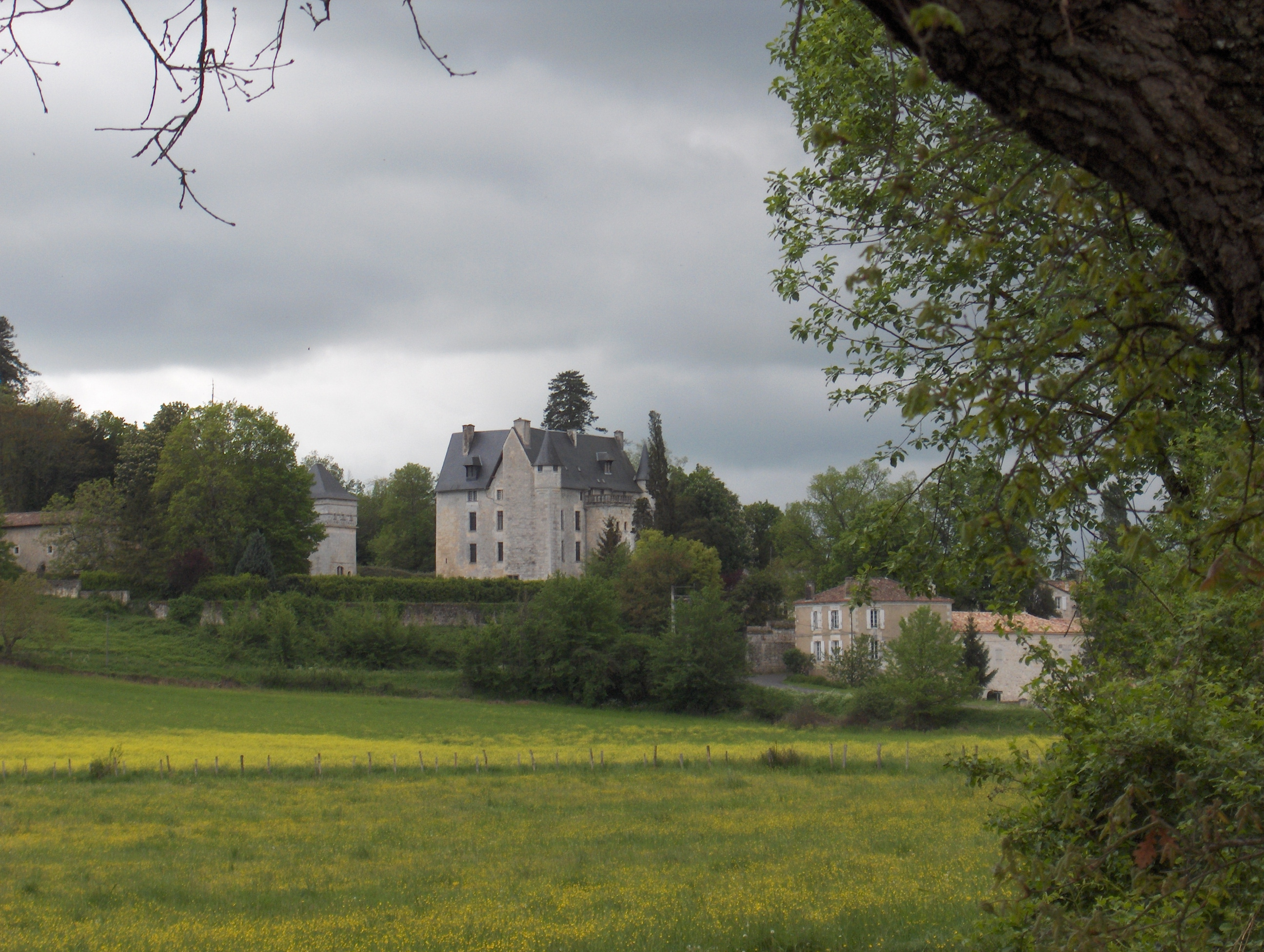
Château de Vouzan

- Wie die erhaltene romanische, jedoch im 17. Jahrhundert stark veränderte Burgkapelle bezeugt, entstand ein Vorgängerbau des heutigen Schlosses bereits im 12./13. Jahrhundert. Das heutige château entstammt jedoch dem 15. bis 19. Jahrhundert und verbindet mittelalterliche mit neuzeitlichen Elementen. Auf dem Gelände befindet sich auch ein Taubenhaus (pigeonnier) aus dem 18. Jahrhundert. Das in Privatbesitz befindliche Schloss wurde im Jahr 1986 mitsamt der Burgkapelle als Monument historique[1] anerkannt.
- Die heutige Pfarrkirche ist ein neoromanischer bzw. neogotischer Bau des ausgehenden 19. Jahrhunderts mit einem schlanken Westturm mit Spitzhelm.
- Das Rathaus (mairie) ist ein ansehnlicher Bau des 19. Jahrhunderts.
- Am Ortsausgang befindet sich ein nicht überdachter Waschplatz (lavoir).